# Rigsby-Inseln
Die Rigsby-Inseln sind eine kleine Gruppe vereister Inseln vor der Nordostküste der Adelaide-Insel im Archipel der westantarktischen Adelaide- und Biscoe-Inseln. Sie liegen 3 km südlich der Sillard-Inseln in der Matha-Straße.
Luftaufnahmen der US-amerikanischen Ronne Antarctic Research Expedition (1947–1948) sowie der Falkland Islands and Dependencies Aerial Survey Expedition (1956–1957) dienten ihrer Kartierung. Das UK Antarctic Place-Names Committee benannte sie 1960 nach dem US-amerikanischen Geologen George Pierce Rigsby (1915–2009), einem ausgewiesenen Experten in der Untersuchung von Kristallstrukturen und der Plastizität von Eis.